# オナラブル
オナラブル（イギリス英語: The Honourable、アメリカ英語: The Honorable）とは、「高潔な」「正しい」「公平な」、あるいは「名誉な」という意味。イギリス連邦各国では、首相や閣僚、カナダやオーストラリア・ニュージーランドなどの総督、一部の貴族、大使、大都市の首長に対する敬称或いは儀礼称号。アメリカでは裁判官、判事などにも付けられる。
日本語の「閣下」に相当し、名前の前に"The Right Honourable（The Rt. Hon.）"を付けて表記される。
(ここでの「Right」は「全く」「まことに」といった意味である) たとえばイギリスの政治家デーヴィッド・キャメロンの場合だと、"The Right Honourable David Cameron"となる。

## イギリス貴族の称号
イギリスでは、子爵および男爵(一代貴族を含む)の息子および娘の敬称として使われる。また、伯爵の次男以下の息子にも使われる(例：The Honourable John Smith)。
"オナラブル"をつけられる男性の妻もまた"オナラブル"をつけられる(例：The Honourable Mrs. John Smith)。
"オナラブル"をつけられる貴族の娘が、自分より高くない階級の男性と結婚した場合はThe Honourable Mrs. Smithなどと呼ばれる。
公爵、侯爵、伯爵の娘は"レディ"をつけられ、公爵と侯爵の次男以下の息子は"ロード"をつけられる。また公爵、侯爵、伯爵の長男は付随爵位をもつためにやはり"ロード"をつけられる。